# 581
Évszázadok: 5. század – 6. század – 7. század
Évtizedek: 530-as évek – 540-es évek – 550-es évek – 560-as évek – 570-es évek – 580-as évek – 590-es évek – 600-as évek – 610-es évek – 620-as évek – 630-as évek
Évek: 576 – 577 – 578 – 579 –  580 – 581 – 582 – 583 – 584 – 585 – 586

## Események

### Bizánci Birodalom
- A bizánci-perzsa háborúban Maurikiosz hadvezér és III. al-Mundir, a szövetséges arab Gasszánidák királya a perzsa főváros, Ktésziphón ellen indít támadást. Előrehaladásuk azonban lelassul és egy perzsa hadsereg Észak-Mezopotámiába betámadva utánpótlási vonalaikat veszélyezteti; ezért visszafordulnak. A kudarcért Maurikiosz és al-Mundir egymást okolja.
- Maurikiosz Konstantinápolyba utazik és meggyőzi II. Tiberiosz császárt, hogy al-Mundir összejátszik a perzsákkal. A császár a fővárosba hívja az arab királyt, ahol letartóztatják. Al-Mundir négy fia fellázad és rendszeresen betörnek bizánci területre.

### Európa
- A longobárdok kifosztják a Monte Cassinó-i kolostort. A szerzetesek Rómába menekülnek; később visszatérnek és újjáépítik az apátságot.
- A frank Austrasiában meghal a 11. éves II. Chilperic helyett kormányzó régenstanács vezetője, Gogon. Helyét Wilperic veszi át, aki I. Chilperic neustriai király híve és szakít Guntram burgundiai király szövetségével.
- A második mâconi zsinaton megtiltják hogy a zsidók apácákkal szóba álljanak és hogy nagycsütörtök és húsvét vasárnapja között az utcára lépjenek.

### Ázsia
- Meghal Taszpar, a Göktürk Birodalom kagánja. Ő unokaöccsét, Apát jelölte utódjának, de a kurultáj Isbarát választja vezetőül, míg a birodalom nyugati felét kormányzó Tardu, szintén fellép trónigényével; így belháború veszi kezdetét.
- Jang Csien, a kínai Északi Csou dinasztia régense lemondatja a 8 éves Csing császárt és maga foglalja el a trónt. Ezzel megalapítja a Szuj-dinasztiát és felveszi a Ven uralkodói nevet. Röviddel később meggyilkoltatja Csinget és megöleti valamennyi férfi rokonát.

## Halálozások
- Taszpar, türk kagán
- Csou Csing-ti, az Északi Csou császára

## Fordítás
- Ez a szócikk részben vagy egészben  a(z)   581 című angol Wikipédia-szócikk ezen változatának fordításán alapul.  Az eredeti cikk szerkesztőit annak laptörténete sorolja fel. Ez a jelzés csupán a megfogalmazás eredetét és a szerzői jogokat jelzi, nem szolgál a cikkben szereplő információk forrásmegjelöléseként.